# Daniel Viondi
Daniel Vicente Viondi (Madrid, 16 de desembre de 1975), més conegut com a Daniel Viondi, és un polític espanyol del Partit Socialista Obrer Espanyol (PSOE).

## Biografia

### Primers anys
Nascut el 16 de desembre de 1975 a Madrid, es va llicenciar en dret per la Universitat Oberta de Catalunya.

### Regidor
Candidat al lloc 21 de la llista del Partit Socialista Obrer Espanyol (PSOE) per a les eleccions municipals de 2007 a Madrid, no va ser escollit regidor. No obstant això, va entrar a l'Ajuntament de Madrid com a substitut de Rosa León, que va ser baixa després d'acceptar una oferta professional del Ministeri de Cultura; Viondi va prendre possessió del càrrec el 26 d'octubre del 2007.

### Sortida del consistori
Crític amb Tomás Gómez, després de la seva sortida de l'ajuntament Viondi va treballar en una companyia d'assegurances de crèdit. Líder de l'agrupació socialista de Vicálvaro i proper a Pedro Sánchez, amb la destitució de Gómez executada per la direcció federal el febrer de 2015, va entrar a la gestora del PSM.

### Diputat regional
Candidat de nou del PSOE el 2015, aquesta vegada al número 13 del llista autonòmica per a les eleccions a l'Assemblea de Madrid encapçalada per Ángel Gabilondo, va ser escollit diputat de la desena legislatura del parlament regional.